# McIntosh (Floryda)
McIntosh – miasto w Stanach Zjednoczonych, w stanie Floryda, w hrabstwie Marion.